# Gueuzerie Tilquin
Tilquin is een Belgische lambiekbrouwerij, gelegen in Rebecq, Wallonië.

## Geschiedenis
In 2009 is deze stekerij opgericht, de eerste in 15 jaar. Dit is ook de allereerste van Wallonië, daar alle geuzestekerijen gevestigd zijn in Vlaanderen, voornamelijk Vlaams-Brabant, of Brussel.
In 2012 trad Gueuzerie Tilquin toe tot de Hoge Raad voor Ambachtelijke Lambiekbieren. Tilquin is meteen het eerste HORAL-lid buiten de provincie Vlaams-Brabant.
Sinds de winter van 2021/22 gebruikt Tilquin een eigen kleine installatie om lambiek te brouwen waardoor hij zich een lambiekbrouwerij mag noemen in plaats van geuzestekerij.

## Productie
Tilquin koopt wort aan bij verschillende lambiekbrouwers (Boon, Cantillon, Girardin, Timmermans en Lindemans) en laat die brouwsels gisten in eiken vaten gedurende 1, 2 of 3 jaar. Daarna worden de lambieken ‘gestoken’ en gebotteld. In de fles hergist het mengsel opnieuw gedurende ca. 6 maanden. 
In februari 2012 introduceerde Tilquin zijn eerste fruitlambiek, Oude Quetsche Tilquin à L'Ancienne. Dit is een bier van spontane gisting dat verkregen wordt door het gisten van pruimen, dit wordt daarna gemengd met 1 en 2 jaar oude lambieken. 
De jaarlijkse productiecapaciteit bedraagt 630 hectoliter. 80% van de productie is bestemd voor de export, waarvan 40% naar de Verenigde Staten. De rest wordt geëxporteerd naar de rest van de wereld.
Sinds het brouwseizoen 2021/22 brouwt Tilquin zelf een kleine volume lambiek. Daarnaast blijft hij wel vooral wort kopen van andere lambiekbrouwerijen.

## Producten
- Oude Geuze Tilquin 6,4%
- Oude Quetsche Tilquin 6,4%
- Gueuze Tilquin van’t vat 4,8%